# Armando Correia
Armando Correia (Armando José da Silva Correia) (Caldas da Rainha, 1936 - 2008) foi um ceramista português.
Armando Correia  nasceu em Caldas da Rainha em 1936.
Seu pai, Avelino Correia, devia o seu nome ao facto de ser sobrinho e afilhado de Avelino Belo, grande ceramista caldense, discípulo de Bordalo Pinheiro.
Aí, no ano de 1955, completa o Curso Técnico de Cerâmica.
Curiosamente, o seu primeiro emprego, quando terminado o curso, não foi na cerâmica mas na nascente indústria do plástico, na Marinha Grande, onde, cerca de 30 anos depois, veio a leccionar um curso intensivo de cerâmica, muito concorrido, promovido pela recém-fundada Galeria de Arte Roca.
De 1960 a 1969 lecciona na Escola de Olaria e Cerâmica de Viana do Alentejo.
Expõe nos Salões da Primavera e Outono do Estoril onde obtém três primeiros prémios de cerâmica, medalhas de prata (1963 e 1965) e um 1º prémio de Salão (1967).
Em 1970 funda, com Leão Lopes, em Condeixa, o Grupo "Z-Atelier de Cerâmica"
Em 1974 expõe em Coimbra.
Em 1975 trabalha no Departamento de Criatividade de uma fábrica de cerâmica em Espanha, tendo exposto em Talavera de La Reina.
Em 1980 regressa definitivamente à sua terra natal.
Em 1984 expõe em Óbidos e Caldas da Rainha (GAT), seguindo-se, posteriormente, Marinha Grande (Galeria Roca), Coimbra (Teatro Gil Vicente) e outras localidades.
Em 2002 foi homenageado com a Medalha de Mérito, Grau Ouro, pela Câmara Municipal de Caldas da Rainha, pela sua obra cerâmica. Também possui vasta produção artística no domínio da pintura.
A sua obra está representada no Museu do Azulejo e faz parte de colecções privadas quer no país, quer no exterior, onde expôs por diversas vezes, quer a título individual, quer integrado em colectivas.